# Moville
Moville (irisch Bun an Phobail) ist eine Landstadt im County Donegal im hohen Norden der Republik Irland mit 1390 Einwohnern (Stand 2022). Moville liegt an der westlichen Küste des Lough Foyle auf der Halbinsel Inishowen, knapp 30 km nordöstlich der nordirischen Stadt Derry. Obwohl Moville einen Pier für Fischerboote besitzt, wird dieser kaum mehr verwendet, da nur wenige Kilometer entfernt in Greencastle ein kommerzieller Fischereihafen entstanden ist.
In der zweiten Hälfte des 19. Jahrhunderts war Moville ein bedeutender Hafen für Auswanderer, speziell nach Kanada oder in die USA. Dampfschiffe der Anchor Line sowie andere Verbindungen (z. B. von Glasgow nach New York City) legten in Moville an.
Seit dem frühen 19. Jahrhundert findet jedes Jahr im August eine Boots-Regatta statt, die Besucher und Teilnehmer aus vielen Ländern anlockt.

## Kirche

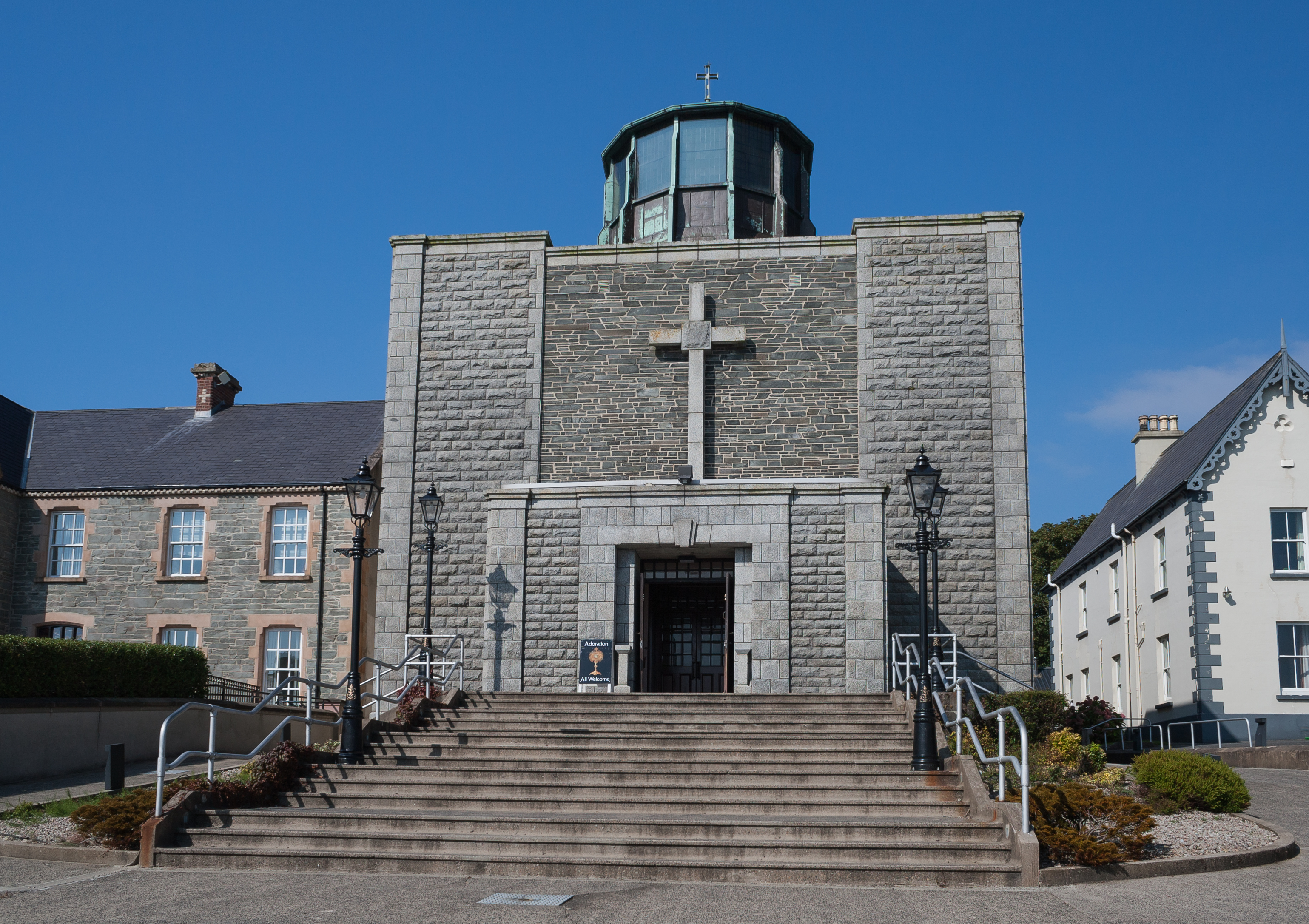
Südansicht der katholischen Gemeindekirche zur Straße hin

Die Pius X. gewidmete katholische Gemeindekirche wurde in der Zeit von 1956 bis 1958 errichtet mit einer Fassade in Granit und Schiefer, einer zwölfeckigen Laterne und einer Innenausstattung in Mahagoni. Alistair Rown beschreibt die Architektur als ambitioniert, jedoch als nicht sehr passend für einen Küstenort und findet es befremdlich, dass die Laterne zwar von außen sehr bedeutend aussieht, innen jedoch nur von der Galerie aus bemerkt wird, wo sie etwas Licht spendet.

## Sehenswürdigkeiten
- Skull House von Moville